# Jura bernois
Ne doit pas être confondu avec Arrondissement administratif du Jura bernois.
Pour les articles homonymes, voir Jura bernois (homonymie).
Le Jura bernois est la région francophone du canton de Berne, en Suisse. Il est d'un point de vue administratif regroupé en une seule entité, l'arrondissement administratif du Jura bernois. Depuis 2022, il est également appelé Grand Chasseral.

## Nom
De 1815 à 1979, respectivement 1994, le nom Jura bernois correspondait à l'ensemble des régions francophones du canton de Berne, incluant les districts de Delémont, de Porrentruy, des Franches-Montagnes et de Laufon (germanophone) ; ce dernier, qui s'était retrouvé à l'écart du reste du canton de Berne en 1979, a été rattaché au canton de Bâle-Campagne en 1994.
Son nom en franc-comtois, aussi appelé patois jurassien, est biernois Jura[source insuffisante], tandis qu'il est appelé Jura bèrnês en arpitan (ou francoprovençal)[réf. nécessaire].
En novembre 2022, la région adopte une nouvelle marque, Grand Chasseral, en référence à la montagne du même nom, pour sa communication et dans le but de rester neutre sur la Question jurassienne.
Le bâtiment de La Couronne, à Sonceboz-Sombeval, devient le siège de la marque et de la Fondation pour le rayonnement du Jura bernois. Ce hub abrite aussi les bureaux de la Chambre d’économie publique du Grand Chasseral (CEP), de Grand Chasseral tourisme et de l’association de communes Jura bernois.Bienne (Jb.B).

## Géographie

### Généralités
Le territoire du Jura bernois est celui de l'actuel arrondissement administratif du Jura bernois. Il est situé dans le nord du canton de Berne et partage ses frontières avec les cantons de Neuchâtel, du Jura et de Soleure. Au nord-ouest, le territoire de la commune de La Ferrière prend fin à 250 mètres de la frontière française. Il s'étend au sud jusqu'au lac de Bienne, dans le Seeland. La commune de La Scheulte (allemand : Schelten) est celle située le plus au nord du canton de Berne.
La topographie du Jura bernois, au cœur du Jura plissé est très variée. On y retrouve des paysages de vallées et bassins, mais aussi de collines. On y trouve également des paysages aux caractéristiques plus montagnardes, à l'instar du massif du Chasseral, ou de plateau, telle la bordure sud du plateau des Franches-Montagnes.
Monts, cluses et réseaux karstiques participent aux côtés des forêts et pâturages boisés à la typicité des paysages du Jura bernois. La circulation souterraine de l’eau alimente de nombreuses sources vauclusiennes, dont la Source Merlin en est une spectaculaire illustration.
Parmi les lieux emblématiques de la région, les gorges de Court ou de Moutier, entre autres, mettent en lumière le caractère monumental des cluses. Tantôt obstacles et jugées dangereuses, tantôt ouvertes et jugées plus directes que le passage par les monts, les cluses ont grandement influencé l'organisation géographique de la région.
Plus discrètes mais non moins remarquable, les dolines (ou emposieux), grottes et gouffres, formations karstiques typiques du Jura plissé, sont aussi des marqueurs paysagers importants du Jura bernois.
Au sud, le Jura bernois est bordé par le lac de Bienne et son vignoble, souvent aménagé en terrasses et comportant d'anciens murs de soutènement en pierres sèches.
Le Chasseral, qui culmine à 1 607 m d'altitude, fait office de repère régional avec l'imposante antenne de sa station de télécommunication. Il est, par ailleurs, le point le plus élevé du massif du Jura sur sol bernois, et le quatrième de tout le Jura suisse.
Plusieurs cours d'eau irriguent le Jura bernois. La Birse prend sa source à Tavannes. La Suze, qui coule dans le vallon de Saint-Imier, surgit (sans source véritable, elle naît de l'écoulement de marais) dans la région des Convers, sur le territoire du canton de Neuchâtel. La Sorne traverse Petit-Val et la Raus parcourt le Cornet.

### Climat
Le climat du Jura bernois est relativement peu ensoleillé et humide, à l'image de celui du massif jurassien. Le différentiel de températures entre été et hiver est important. Alors que les précipitations hivernales dans la région étaient marquées par la neige durant le 20e siècle, l'augmentation des températures moyennes provoque la remontée de la limite pluie-neige.

### Parc naturel régional Chasseral
La majorité des communes du Jura bernois (28 sur 40) sont membres du Parc naturel régional Chasseral, qui est un territoire et une organisation de développement durable reconnue par la Confédération suisse depuis 2012. Labélisé parc naturel régional en tant que parc d'importance nationale, il se situe à cheval sur les cantons de Berne et de Neuchâtel (3 communes, mais 27 % du territoire du Parc).
La genèse du Parc remonte à 1997 avec la création d'un groupe de pilotage. L’association Parc régional Chasseral est fondée en 2001. La première charte liant les communes membres à l’institution est entrée en force en 2012, la seconde court de 2023 à 2031.
Avec ses 549 km2, le Parc Chasseral est le 4e plus grand parc naturel régional suisse. Il couvre 1,33% de la superficie du pays et compte quelque 61 000 habitantes et habitants.

## Histoire

### Paléolithique
Les premières traces de présence humaine sur la chaîne de Chasseral remontent au paléolithique. Elles sont attestées par le gisement de silex de Pierrefeu, à proximité de la métairie éponyme. Il s’agit d’un gisement remarquable dans le Jura suisse. Très recherché, ce silex servait à allumer le feu et à fabriquer des outils et des pointes de javelots. Des silex travaillés provenant de Pierrefeu ont été retrouvés sur le site de Bois Noir à Alle (JU), sur celui de Löwenburg à Pleigne (JU) et celui de Cotencher à Rochefort (NE).

### Âge du bronze
La plus ancienne représentation d’une partie du corps humain connue à ce jour en Europe est la "main de Prêles". Découverte sur la montagne de Diesse en 2017, cette main droite en bronze entourée d'une applique en or était accompagnée, dans un contexte funéraire, d'un poignard en bronze, d'une épingle à tête et d'un anneau de cheveux. La "main de Prêles" date du XVe s. av. J.-C., soit de l'âge du bronze moyen. D'autres objets archéologiques actuellement connus, dont une hache trouvée sur le versant sud du Chasseral et deux couteaux mis à jour sur le mont Sujet, révèlent que le périmètre du Plateau de Diesse a été fréquenté à l'âge du bronze.

### Époque romaine
Une inscription latine gravée dans la pierre du col de Pierre Pertuis atteste que la voie vicinale empruntant ce passage naturel a été aménagée au IIIe siècle ap. J.-C. par Marcus Dunius Paternus, duumvir de la Colonie des Helvètes. Ce passage marque la limite entre le pays des Helvètes et celui des Rauraques.

### Anabaptisme auXVIIes.
Jusqu'au début du XVIIe s., les anabaptistes persécutés sur le territoire de la Confédération se réfugient en Moravie, puis en Alsace et au Palatinat. Dès le XVIIIe s., ils trouvent également refuge dans les territoires de l'évêché de Bâle, du Jura neuchâtelois, de la région de Montbéliard (F), des Pays-Bas et en Amérique du Nord. Ainsi, plusieurs familles anabaptistes se sont établies sur les hauteurs du Jura bernois actuel, où certaines vivent encore aujourd'hui.[réf. nécessaire]

### Question jurassienne
La frontière nord du Jura bernois a été déterminée par la procédure constitutionnelle mise en œuvre par le canton de Berne pour résoudre la Question jurassienne.
En mars 1975, le canton de Berne organise un vote dit « en cascade » (les districts votent en premier, ensuite les communes peuvent se prononcer individuellement), les trois districts francophones septentrionaux de Delémont, Porrentruy, des Franches-Montagnes décident de se séparer du canton de Berne pour créer l'actuel canton du Jura. Le district de Laufon, qui avait initialement opté pour Berne, demandera ensuite son rattachement au canton de Bâle-Campagne.
Les trois districts francophones méridionaux, l'actuel Jura bernois, décident de rester au sein du canton de Berne (quelques communes du district de Moutier décideront de rejoindre le canton du Jura).
En 2006, un conseil du Jura bernois a été officiellement créé, à la fois assemblée élue et gouvernement, gérant la relative autonomie de l'arrondissement.
Le 12 février 2012, les gouvernements bernois et jurassien signent une Déclaration d'intention (accord) stipulant que les populations du Jura et du Jura bernois devront se prononcer sur leur volonté de créer un nouveau canton ensemble. La votation est arrêtée au 24 novembre 2013.
La modalité du vote implique que chaque population doit se prononcer. Les citoyens du canton du Jura pour donner leur avis concernant l'inscription d'un nouvel article constitutionnel stipulant que « Le Gouvernement est habilité à engager un processus tendant à la création d'un nouveau canton couvrant les territoires du Jura bernois et de la République et Canton du Jura, dans le respect du droit fédéral et des cantons concernés ». La population du Jura bernois, quant à elle, se voit proposer une votation régionale de type consultatif permettant aux citoyens de répondre à la question suivante : « Voulez-vous que le Conseil-exécutif engage un processus tendant à la création d'un nouveau canton couvrant les territoires du Jura bernois et de la République et Canton du Jura, dans le respect du droit fédéral et des cantons concernés? ».
Si chaque région répond « oui », une Assemblée constituante est alors créée, composée de membres élus dans un second temps et représentant paritairement le Jura bernois et le Jura. Cette Constituante devient ainsi la base du projet de création d'un nouveau canton. Une fois ce projet abouti, les deux régions sont de nouveau appelées à se prononcer séparément. Le refus d'une des 2 régions entraîne l'abandon du projet. À noter qu'en respect du droit fédéral, du droit bernois et des règlements communaux a été prévu l'article 9 de la Déclaration d'intention. Ce dernier dit que chaque commune du Jura bernois peut se prononcer sur son appartenance après les votations. Cela signifie que si le processus de nouvel État commun est accepté, chaque commune du Jura bernois peut décider de quitter ledit processus et de se maintenir dans le Jura bernois. Réciproquement, si le processus est interrompu (par un « non » de l'une ou l'autre population), toute commune du Jura bernois a le droit d'organiser un vote communal afin de rejoindre la République et Canton du Jura.
Lors du référendum "bi-cantonal" du 24 novembre 2013 qui proposait de discuter de la formation d'un « Grand Jura » par la fusion du canton du Jura et de l'arrondissement du Jura bernois, 71,8 % des habitants de ce dernier ont voté contre, suivant en cela le conseil du Jura bernois qui s'était prononcé en 2011 pour le maintien dans le canton de Berne.
Le 18 juin 2017, la ville de Moutier décide de rejoindre la république et canton du Jura. Le changement de canton aurait dû être effectif au 1er janvier 2021, mais cette votation est annulée pour différentes irrégularités. La date du nouveau scrutin est fixée au 28 mars 2021 : le changement de canton est accepté par 54,9 % des votants. Moutier sera finalement transférée au Jura d'ici 2026.

## Politique
Le terme « Jura bernois » est inscrit à l'article 5 de la Constitution du canton de Berne. Les premières élections cantonales opérées dans le nouveau périmètre du Jura bernois interviennent en 1982.

### Partis politiques
Partis structurés à l’échelon de la région :
- PS Grand Chasseral, Fédération régionale du Parti Socialiste dans le Jura bernois[30]
- PLR Grand Chasseral, Parti libéral-radical
- UDC Jura bernois, Union démocratique du centre[31]
- Le Centre Jura bernois[32]
- Les VERT-E-S Grand Chasseral[33]
- PEV, Parti Evangélique Jura bernois[34]
- UDF Jura bernois, Union démocratique fédérale[35]
- Vert’libéraux Jura bernois[36]

Partis structurés à l’échelon d’une commune :
- Forum neuvevillois (La Neuveville)[37]
- Groupe débat (Tramelan)
- ARC, Alliance régionale et communale (Saint-Imier)[38]
- PSA, Parti socialiste autonome (Moutier)
- RPJ, Ralliement des prévôtois jurassiens (Moutier)
- Le Rauraque (Moutier)
- Moutier à venir (Moutier)
- PCSI, Parti chrétien social indépendant (Moutier)

### Grand Conseil bernois
Depuis les élections cantonales du 9 avril 2006, le Grand Conseil bernois (Parlement cantonal) est composé de 160 membres, avec 12 sièges garantis au Jura bernois et 3 sièges pour les francophones de la région de Bienne. Ces derniers disposent d'un statut particulier visant à promouvoir leur culture francophone et renforcer leur participation politique dans le canton de Berne.
| Partis politiques | 1982 | 1986 | 1990 | 1994 | 1998 | 2002 | 2006 | 2010 | 2014 | 2018 | 2022 |
| ----------------- | ---- | ---- | ---- | ---- | ---- | ---- | ---- | ---- | ---- | ---- | ---- |
| UDC               | 2    | 3    | 4    | 4    | 3    | 3    | 2    | 3    | 4    | 4    | 4    |
| PRD/PLR           | 4    | 4    | 3    | 3    | 3    | 3    | 2    | 2    | 1    | 2    | 2    |
| PS                | 3    | 2    | 2    | 2    | 3    | 3    | 2    | 2    | 2    | 2    | 2    |
| PDC/PLJ           | 2    | 2    | 1    | 1    | 1    | 1    | 1    | 0    | 0    | 0    | 0    |
| PSA               | 1    | 1    | 2    | 2    | 2    | 2    | 3    | 3    | 3    | 2    | 1    |
| UDF               | 0    | 0    | 0    | 0    | 0    | 0    | 1    | 0    | 0    | 0    | 0    |
| Les Verts         | 0    | 0    | 0    | 0    | 0    | 0    | 1    | 1    | 1    | 1    | 1    |
| PEV               | 0    | 0    | 0    | 0    | 0    | 0    | 0    | 1    | 1    | 1    | 1    |
| Ens. Soc.         | 0    | 0    | 0    | 0    | 0    | 0    | 0    | 0    | 0    | 0    | 1    |

### Conseil-exécutif du canton de Berne
Le pouvoir exécutif du canton de Berne est détenu par le Conseil-exécutif, équivalent du Conseil d'État. Il est composé de 7 membres (les conseillers d'État) élus au suffrage majoritaire par le corps électoral, dont un siège est garanti au Jura bernois (art. 84 al. 2 de la Constitution bernoise). Les suffrages recueillis par les candidats du Jura bernois sont comptés séparément à l'échelle du canton (nombre A) et à celle du Jura bernois (nombre B). Pour attribuer le siège garanti au Jura bernois, on multiplie le nombre A par le nombre B, puis on prend la racine carrée de ce produit (Moyenne géométrique). Le candidat qui obtient la moyenne géométrique la plus élevée est élu.
| Année | Elus                            |
| ----- | ------------------------------- |
| 1982  | Henri-Louis Favre, Henri Sommer |
| 1986  | Benjamin Hofstetter             |
| 1990  | Mario Annoni                    |
| 1994  | Mario Annoni                    |
| 1998  | Mario Annoni                    |
| 2002  | Mario Annoni                    |
| 2006  | Philippe Perrenoud              |
| 2010  | Philippe Perrenoud              |
| 2014  | Philippe Perrenoud              |
| 2016* | Pierre Alain Schnegg            |
| 2018  | Pierre Alain Schnegg            |
| 2022  | Pierre Alain Schnegg            |

- Élection complémentaire

### Conseil du Jura bernois
Le Conseil du Jura bernois (CJB), institution unique en Suisse, est composé de 24 membres élus par le peuple. Il est régi par la Loi sur le statut particulier, adoptée en 2004 par le Grand Conseil bernois. Ses objectifs sont de permettre à la population du Jura bernois de préserver son identité, de renforcer ses particularités linguistique et culturelle au sein du canton de Berne et de participer activement à la politique cantonale. Il dispose de compétences en matière scolaire et culturelle. Il octroie des subventions à la place de la Direction de l’instruction publique et de la culture ou d’un service qui lui est subordonné. Il traite avec les administrations des cantons voisins d'affaires qui relèvent de la culture ou de la langue. L’élection de ses membres a lieu en même temps que le renouvellement général du Grand Conseil (première élection le 9 avril 2006). Son secrétariat est à La Neuveville.

### Association Jura bernois.Bienne
Jura bernois.Bienne (Jb.B) est l’association des 40 communes du Jura bernois et de celles de Bienne et d’Evilard. Créée en 2019, elle reprend les tâches de trois anciennes organisations : l'Association régionale Jura-Bienne (ARJB), la Conférence des maires du Jura bernois (CMJB) et l’Association Centre-Jura (ACJ). Cette dernière était concernée par les neuf communes de l’ancien district de Courtelary qui en faisaient partie. Jb.B assure le lien entre les communes et le Conseil du Jura bernois, le Conseil des affaires francophones de l’arrondissement de Bienne et la Députation du Jura bernois et de Bienne romande.
Elle s’occupe de la nouvelle politique régionale (NPR), d’aménagement du territoire et de toutes les compétences déléguées par les communes : énergie, transports, problèmes sociétaux (jeunesse, 3e âge) et collaborations intercommunales.
Son secrétariat est hébergé par la Couronne à Sonceboz-Sombeval.
Lors des élections au Conseil-exécutif du canton de Berne du 9 avril 2006, l'autonomiste Maxime Zuber obtient la majorité des voix dans le Jura bernois. Le candidat francophone des socialistes bernois[réf. nécessaire], Philippe Perrenoud, est quant à lui élu au Conseil-exécutif puisqu'il obtient la majorité des voix pour un candidat francophone dans le reste du canton. Philippe Perrenoud préside la Conférence des Gouvernements de Suisse occidentale (CGSO) de 2010 à 2011. Le 3 avril 2016, lors du second tour de l'élection complémentaire au Conseil-exécutif qui a fait suite au départ anticipé de Philippe Perrenoud, le candidat UDC Pierre Alain Schnegg a été élu en tant que représentant du Jura bernois au Conseil-exécutif.

## Démographie

Répartition du français comme langue principale en 2000 dans le Jura et Jura bernois

Le nombre d'habitants du Jura bernois est de 53 927 personnes (2023). Ceux-ci sont protestants à 67 % et catholiques à 16 %.
En 2014-2016, les francophones étaient majoritaires, avec 85,8 % des habitants, devant les germanophones, à 12,8 %. Il y a également près de 25 000 Bernois francophones dans le district bilingue de Bienne, soit 40 % de la population de ce district, et aux alentours.

## Langues et germanisation
Avec 86,5 % d'habitants dont le français est la langue principale, le Jura bernois fait partie de la Suisse romande. Il est la seule des cinq régions administratives du canton de Berne à laquelle la Constitution du canton de Berne reconnaît le français comme langue officielle. Le Jura bernois est présent dans des institutions intercantonales de formation (HEP-BEJUNE et HE-Arc), de santé (réseau de soins palliatifs BEJUNE) ainsi que dans des projets transfrontaliers comme Interreg ou l'espace transfrontalier de l'Arc jurassien. Il permet aussi au canton de Berne, officiellement bilingue et comptant plus de 100 000 francophones, de jouer un rôle de pont entre la Suisse alémanique et la Suisse romande.
La germanisation du Jura bernois a été thématisée[pas clair] dans le contexte de la Question jurassienne. En 2021, 11,5 % des habitants pratiquent l’allemand. Cette proportion a connu des pics avec les besoins en main-d’œuvre de l’industrie naissante (1870-1900) et florissante (1930-1960).
Proportion de la population de langue allemande :
| District      | 1990  | 1980  | 1970  | 1960  | 1950  | 1941  | 1930  | 1920  | 1910  | 1900  | 1888  | 1880  | 1870  | 1860  |
| ------------- | ----- | ----- | ----- | ----- | ----- | ----- | ----- | ----- | ----- | ----- | ----- | ----- | ----- | ----- |
| Courtelary    | 13.78 | 17.01 | 17.52 | 20.66 | 22.09 | 21.45 | 21.96 | 19.96 | 18.37 | 20.35 | 28.41 | 36.14 | 25.94 | 25.80 |
| Moutier       | 8.89  | 12.70 | 13.35 | 18.51 | 21.17 | 23.41 | 26.10 | 28.25 | 29.02 | 31.88 | 38.09 | 37.11 | 29.07 | 25.47 |
| La Neuveville | 19.15 | 22.75 | 22.85 | 25.17 | 25.68 | 26.07 | 23.96 | 22.72 | 20.72 | 20.43 | 25.73 | 28.62 | 21.06 | 20.14 |

Comme ailleurs dans l’Arc jurassien, la langue allemande est en recul. Cette évolution s’explique par l’assimilation des germanophones en terre francophone (re-francisation) qui a des causes multiples (école, territorialité des langues, milieu professionnel, contacts sociaux, lieux-moments de la vie quotidienne). En 2024, la germanisation du Jura bernois n’est plus d’actualité.
Quatre petites communes (Elay, La Scheulte, Mont-Tramelan et Rebévelier) demeurent toutefois rangées dans la région linguistique allemande. Cependant, leurs enfants fréquentent des écoles publiques francophones.

## Économie
Région principalement agricole (élevage, économie laitière) au début du 19e siècle, le Jura bernois s’industrialise progressivement avec le développement de l'horlogerie et l’apparition d’entreprises emblématiques comme Longines et Tavannes Watch Co.
Aujourd'hui, le Jura bernois est un pôle technologique orienté vers l'exportation (En 2018, le Grand Chasseral exportait pour 1,621 milliard de francs), caractérisé par un écosystème de PME (48 % des emplois et 737 entreprises en 2022) œuvrant pour des secteurs tels que l’horlogerie, l’électronique, l’automobile, l’avionique, la mécatronique et la technique médicale. Le décolletage est né à Moutier avec des fabricants de machines-outils comme Tornos. Cette branche a contribué au façonnement de pièces précises et à l’essor de l’entreprise métallurgique Swissmetal. Parmi les activités qui ne sont pas liées à la transformation du métal, il faut mentionner la cimenterie Vigier (qui appartient au groupe Vicat), la fabrique de chocolat Camille Bloch et la société de chronométrage Swiss Timing.
Le domaine des services (46 % des emplois en 2022) est orienté vers le soutien aux collectivités, aux entreprises et aux particuliers. Il opère fréquemment dans un cadre plus large, englobant l’agglomération bilingue de Bienne et l’Arc jurassien dans son ensemble.
L’agriculture (6 % des emplois en 2022) reste présente avec une économie laitière débouchant notamment sur la production de la Tête de moine et avec la mise en valeur des produits du terroir.

## Monuments
- Château d'Erguël
- Abbaye de Bellelay
- Tour de Moron
- Ancienne collégiale de Saint-Imier, basilique de style roman, édifiée au XIe siècle.

## Énergie
Un parc éolien situé sur le Mont-Crosin et le Mont Soleil compte 16 turbines, qui totalisent une puissance de 29,2 MW[réf. nécessaire]. En 2023, la production des éoliennes a atteint le record de 91,1 GWh.

## Transports

### Réseau routier
L’ossature est constituée par l’A16 (Bienne-Boncourt), l’A5 (Soleure-Yverdon) et la N30 Balsthal-La Ferrière.
Le Col de Pierre Pertuis relie Tavannes à Sonceboz, celui de Mont-Crosin raccorde Tramelan/Les Breuleux à Saint-Imier. Le col des Pontins connecte Saint-Imier à la frontière neuchâteloise. La route de Chasseral (fermée en hiver) assure la liaison Les Pontins-Nods.

### Réseau des transports publics
Les CFF exploitent les lignes Bienne-Neuchâtel, Bienne-La Chaux-de-Fonds et Sonceboz-Moutier. Les infrastructures et le matériel roulant posent des problèmes récurrents (pannes fréquentes, retards engendrant des pertes de correspondance) que le Conseil du Jura bernois a porté à la connaissance des CFF.
La ligne Soleure-Moutier appartient au BLS. Les Chemins de fer du Jura (CJ) gèrent la ligne à voie étroite Tavannes-Tramelan-Le Noirmont.
Un funiculaire  permet d’atteindre Mont Soleil à partir de Saint-Imier. Le funiculaire vinifuni (inauguré en 1912) transporte ses passagers de Gléresse à Prêles. Il est exploité par la compagnie Aare Seeland mobil.
.

## Gastronomie
(avril 2020).
Le guide gastronomique Gault et Millau recense cinq restaurants du Jura bernois dans son édition 2023 :
- Restaurant de l'Hôtel du Cerf à Sonceboz-Sombeval ;
- Restaurant Le Grillon à Les Prés-d'Orvin ;
- Restaurant L'Étoile à Perrefitte ;
- La Table de l'Ours à Prêles.

Le fromage Tête de moine (AOC depuis 2001) est un fromage au lait cru produit originellement à l'abbaye de Bellelay, sur la commune de Saicourt. Exporté à travers le monde, il est une carte de visite de la tradition fromagère du Jura bernois.

## Médias
Trois quotidiens de proximité, mais localisés à l’extérieur de la région, informent le Jura bernois : Le Journal du Jura (édité à Bienne), Le Quotidien jurassien (édité à Delémont) et ArcInfo (édité à Neuchâtel). Deux quotidiens n’ont pas franchi le cap du XXIe siècle. Il s’agit du Jura bernois (1863-1998) à Saint-Imier, dont l’un des rédacteurs fut Werner Renfer, et du Petit Jurassien (1891-1956) à Moutier, où officia Max Robert.
Trois hebdomadaires fournissent des informations locales et institutionnelles : La Semaine (publiée à Bévilard), La Feuille d’avis du district de Courtelary (publiée à Courtelary) et Le Courrier (publié à La Neuveville). L’hebdomadaire gratuit Biel-Bienne est distribué à Péry-La Heutte et à Orvin.
Trois médias audio-visuels couvrent le Jura bernois : RJB (dont les studios sont situés à Tavannes), TeleBielingue (basée à Bienne) et Canal Alpha (localisé à Cortaillod).
Le Journal du Jura, Biel Bienne et TeleBielingue appartiennent au groupe Gassmann Media, dont le siège est à Bienne.
La revue Intervalles propose trois fois par année un panorama de la culture du Jura bernois et de Bienne romande. Les Actes de la Société jurassienne d'émulation, paraissant une fois par année, publient des sujets scientifiques, historiques et culturels qui concernent également le Jura bernois.

## Formation et écoles dans le Jura bernois

### Scolarité obligatoire
Les onze années de formation de l’école obligatoire se répartissent en trois cycles successifs.
La scolarité obligatoire dans le Jura bernois s’inscrit dans le cadre scolaire romand,,[réf. à confirmer]. Le plan d’études romand (PER), qui est un des objectifs de la Convention scolaire romande de 2007  (CSR, dont le canton de Berne est signataire en tant que membre de la Conférence intercantonale de l’instruction publique et de la culture de la Suisse romande et du Tessin), est le document de référence de la scolarité obligatoire dans le Jura bernois.

### Formation post-obligatoire (Secondaire 2)
Au sortir de la scolarité obligatoire, 56 % des jeunes Bernois francophones optent pour une formation professionnelle initiale, 13,5 % sont dans une école de commerce, 23 % en formation gymnasiale et 5,2 % en école de culture générale.

### Gymnase de Bienne et du Jura bernois
Le Gymnase français a ouvert ses portes à Bienne en avril 1955. En 2022, il a pris le nom de Gymnase de Bienne et du Jura bernois (GBJB). Cette institution cantonale comprend quatre filières : la filière gymnasiale, l’école supérieure de commerce, l’école de culture générale et la filière Passerelle.

### CEFF
Le CEFF (Centre de formation professionnelle Berne francophone) a vu le jour le 1er août 2010, en regroupant l’enseignement professionnel du Jura bernois dans les domaines artisanat (à Moutier), industrie (à Moutier et Saint-Imier) commerce (à Saint-Imier et Tramelan) et santé-social (à Saint-Imier). Son siège est à Saint-Imier. Il emploie environ 250 personnes et accueille près de 1800 élèves en système plein temps ou dual, ainsi qu’annuellement entre 600 et 800 adultes en formation continue.

### Ecole de musique du Jura bernois
L'École de Musique du Jura Bernois (EMJB) est une institution décentralisée créée en 1974. Elle est installée dans l’ancienne villa Savoye à Saint-Imier. Elle compte environ un millier d'élèves et une soixantaine d'enseignants. Les cours sont dispensés dans une trentaine de communes. L’école privilégie un enseignement individuel et collectif, mettant l'accent sur le plaisir, la découverte et la créativité, tout en intégrant les musiques actuelles. Le Conseil du Jura bernois a décerné le 19 septembre 2024 à l’EMJB son Prix de la culture  pour la législature 2022-2026.

### HEP BEJUNE
La Haute école pédagogique HEP BEJUNE, qui réunit les centres de formation des enseignants du Jura bernois, du Jura et de Neuchâtel, s’est ouverte en 2001. Son siège est à Delémont. Ses sites de formation sont à Bienne, La Chaux-de-Fonds et Delémont. Elle forme aux professions de l’enseignement à tous les degrés de la scolarité obligatoire et postobligatoire. Le cursus alterne les périodes de cours et de stages.

### HE-Arc - Site de formation et de recherche de Saint-Imier
La Haute Ecole Arc Ingénierie (HE-Arc) dispose d’un site de formation et de recherche au Parc technologique de Saint-Imier (PTSI). Elle y a implanté sept centres de compétences. La HE-Arc Ingénierie (dont le siège est à Neuchâtel) est issue de la fusion de l’Ecole d’ingénieurs de Saint-Imier (EISI) et de l’Ecole d’ingénieurs du canton de Neuchâtel au Locle (EICN).

### Centre interrégional de perfectionnement (CIP)
Le Centre interrégional de perfectionnement (CIP) a ouvert ses portes en 1991 à Tramelan. Il propose des formations continues pour adultes en lien avec les besoins du tissu économique régional (secteurs secondaire et tertiaire) et des intérêts de la population du Jura bernois et des régions avoisinantes. Le complexe abrite aussi la Conférence de coordination francophone (COFRA), qui coordonne les dossiers francophones au sein de la Direction de l'instruction publique et de la culture, ainsi que le Centre technique de formation pour l’industrie du décolletage et du taillage (CIP Technologie). Il accueille également des expositions, des concerts et des conférences. Sa médiathèque offre des ressources pour des recherches documentaires.

### Autres établissements
- L'École prévôtoise de Moutier
- L'École supérieure de commerce de La Neuveville

## Évènements et culture
Le Jura bernois possède une riche offre culturelle qui se déploie sur l’entier du territoire, grâce à différentes institutions et manifestations, qui permettent de découvrir la création artistique régionale, ainsi que de nombreux artistes romands, suisses et internationaux. Le patrimoine régional est également largement valorisé.
Une grande partie des projets et institutions culturelles du Jura bernois bénéficient de subventions du Conseil du Jura bernois (CJB) selon le cadre de la Loi sur l’Encouragement des Activités Culturelles (LEAC) du canton de Berne. Grâce à la Loi sur le statut particulier du Jura bernois et sur la minorité francophone de l'arrondissement administratif de Biel/Bienne (LStP), le CJB bénéficie d’une enveloppe financière propre pour l’encouragement des activités culturelles ainsi que différentes prérogatives qui lui permettent de définir une politique culturelle propre à sa région.

### Arts de la scène et centres culturels
Le Jura bernois compte dans sa région plusieurs centres culturels. Régis par des associations, ces lieux proposent une programmation culturelle régulière dans les domaines artistiques du théâtre, musique, danse, humour, cirque, spectacle à destination du jeune public. 
- Le Centre de Culture & de Loisirs[94], établi dans la commune de Saint-Imier.
- Le Centre Culturel de la Prévôté[95], établi dans la ville de Moutier.
- Le Centre Culturel Le Royal[96], établi dans la commune de Tavannes.
- Le Café-théâtre de la Tour de Rive[97], établi dans la commune de La Neuveville.
- La coopérative Espace noir[98] de Saint-Imier.
- Le Théâtre de l'Atelier[99], établi à Reconvilier.

Dans le domaine des arts de la scène, Evidanse propose chaque année une programmation consacrée à la danse dans les centres culturels et théâtres du Jura bernois, du Jura et de Bienne, en collaboration avec ces institutions. 
La compagnie de théâtre Utopik Family, en plus de ses propres spectacles, propose des cours de théâtre dans différentes communes du Jura bernois. 
La pratique du théâtre amateur est très forte dans le Jura bernois. Une dizaine de compagnies amateures sont regroupées au sein de la Fédération du Jura bernois des Sociétés de Théâtre Amateur (FJBSTA).
Fondé en 2016, le fOrum culture est une association active dans le Jura bernois, à Bienne et dans le canton du Jura. En tant que réseau, le fOrum culture œuvre à la mise en commun des compétences de ses membres ainsi qu’à stimuler une dynamique régionale dépassant les frontières cantonales. Il soutient, par le biais de ses commissions, des projets de création dans le domaine des arts de la scène, tout comme il développe des actions de médiation culturelle. Son action est pensée de manière complémentaire aux autres partenaires culturels de Bienne et du Canton du Jura.

### Bibliothèques
Le Jura bernois compte quatre bibliothèques régionales : la Bibliothèque régionale de Moutier, la Bibliothèque régionale de la Neuveville, la Bibliothèque régionale de Saint-Imier et la Bibliothèque régionale de Tavannes. Elles assurent à la population du Jura bernois un accès à la lecture avec un vaste choix d’ouvrages pour adultes et jeunes publics. Elles proposent également un accès important aux écoles de la région et proposent de nombreuses offres d’animations pour les différents publics.
Le Bibliobus Jura & Grand Chasseral est une bibliothèque ambulante publique de libre accès. Trois véhicules circulent et proposent les services du Bibliobus dans un vaste réseau de communes du Jura et Jura bernois.

### Ecoles et médiation culturelle
La Coordination Jeune Public (CJP) est une association à but non lucratif qui s’engage à favoriser l’accès à la culture et à l’expression artistique pour les jeunes du Jura et du Jura bernois. L’association propose annuellement au jeune public des camps artistiques dans le domaine du théâtre, de la musique et de la danse, ainsi que dans les arts visuels. L’association propose également le festival Espacestand, un festival d’arts également à destination du jeune public.

### Fondation de l’Abbatiale de Bellelay
La Fondation de l’Abbatiale de Bellelay a pour but de mettre en valeur le site historique de l'Abbaye de Bellelay. Depuis 1960, elle abrite des expositions de peinture. Cette démarche a évolué et l’abbatiale accueille désormais chaque été des installations dues à des artistes contemporains. A partir de 2020, les Battements de l’Abbatiale proposent également des concerts réunissant des musiciens et des ensembles de renom. Chaque année, le lieu, riche de trois orgues, affiche encore un cycle de concerts d’orgue.

### Musées et autres lieux d’expositions
Le Jura bernois compte plusieurs lieux d’exposition consacrés aux beaux-arts, à l’histoire, au patrimoine et à diverses activités économiques.
Le Musée d'Art et d'Histoire de La Neuveville présente des objets de l’histoire de la cité, du néolithique à nos jours. Parmi ceux-ci figurent des canons pris aux troupes de Charles le Téméraire après la bataille de Morat, ainsi que des poêles Landolt du XVIIIe siècle. Chaque année, le musée propose une ou deux expositions temporaires à thèmes.
Le Musée de Saint-Imier est installé depuis 2002 dans de nouveaux locaux. Il propose un parcours thématique sur l’histoire du vallon de Saint-Imier. Il accueille ponctuellement des expositions temporaires. Il abrite également l’Espace des Troupes jurassiennes qui met en perspective l’histoire militaire de l’époque de l’ancien Évêché de Bâle à nos jours.
Le Musée du Tour Automatique et d’Histoire de Moutier possède une collection constituée d’une centaine de tours automatiques, machines indispensables à l’industrie du décolletage. Il rassemble aussi de nombreux objets et documents témoignant de l’histoire industrielle de Moutier et de la région.
Le Musée jurassien des Arts à Moutier se consacre aux arts visuels contemporains régionaux et suisses.
La Maison de la Tête de Moine à Bellelay présente l’histoire du fromage ainsi que son procédé de fabrication.
Le Musée Longines à Saint-Imier a été inauguré en 1992. Il présente près de 400 montres, instruments de navigation et appareils de chronométrage sportif issus des ateliers de la manufacture. Il expose également des photographies et des affiches en rapport avec l’activité séculaire de l’entreprise.

### Autres manifestations
- Le Salon des industries de l'automation, des microtechniques et de la sous-traitance (SIAMS) se tient tous les deux ans, à Moutier.
- Festival Stand'été
- Tramlabulle[124], festival de la bande dessinée de Tramelan
- La Foire de Chaindon
- La Fondation Mémoires d'Ici, centre de recherche et de documentation du Jura bernois à Saint-Imier.
- Marché d'automne de Champoz[125].
- Fête du vin de La Neuveville[126].